# Харивангса
«Какавин Харивангса» («Род Кришны»; индон. Kakawin Hariwangsa; балийск. ᬓᬓᬯᬶᬦ᭄ᬳᬭᬶᬯᬂᬲ Kakawin Hariwangsa; яв. Kakawin Hariwangsa) — древнеяванская поэма, написанная на основе индийской метрической системы кавья в середине XII века. В поэме рассказывается история о том, как Кришна женился на царевне Рукмини. Является пересказом части индийской санскритской поэмы «Харивамша». «Харивангса» часто используется в постановках индонезийского театра теней ваянг.